# 约瑟夫·格鲁津
约瑟夫·格鲁津（波蘭語：Józef Grudzień，1939年4月1日—2017年6月17日），波兰男子拳击运动员。他曾代表波兰参加1964年和1968年夏季奥林匹克运动会拳击比赛，获得一枚金牌和一枚银牌。